# Zenuwkanaalvulling
Zenuwkanaalvullingen zijn materialen die worden gebruikt om het zenuwkanaal van een kies te vullen nadat er een wortelkanaalbehandeling (orthograad vullen) of een apexresectie (retrograad vullen) heeft plaatsgevonden.
Gebruikte vulmaterialen, vroeger en nu
- amalgaam
- guttapercha
- glasionomeer
- AH26
- Mineral trioxide aggregate (MTA)
- zilverstiften

Orthograde vulmaterialen zijn amalgaam, guttapercha, MTA en zilverstiften al dan niet in combinatie met cementen zoals AH26.